# 真夏のFANTASY (森脇健児のアルバム)
『真夏のFANTASY』（まなつのファンタジー）は、1991年7月21日にキングレコードから発売された森脇健児の2枚目のオリジナル・アルバム。

## 概要
1990年10月21日発売の1stアルバム『LANDING BEAM』から早9ヶ月での2ndアルバム。

## 音楽性
ビーイング系のアーティストの音楽プロデューサーである葉山たけしを始め、樫原伸彦、根岸孝旨、大堀薫が楽曲のサウンドを手掛けている。
作家陣に、かまやつひろし、織田哲郎、サエキけんぞう等を迎えており、森脇健児自身も詞を2曲手掛けた。

## リリース
初盤は直ぐに廃盤となったが、1993年10月21日に品番を変更して再リリースされた。

## 収録曲
1. DASH!（4分36秒）
作詞：上野紀子　作曲・編曲：樫原伸彦
2. 素顔になろう!（5分25秒）
作詞：サエキけんぞう　作曲：鴨井学　編曲：葉山たけし
3. 抱きしめて（4分54秒）
作詞：月輪匡克　作曲・編曲：葉山たけし
4. CRY BABY（3分35秒）
作詞：イチノヘタロー　作曲・編曲：根岸孝旨
5. 君が好き（4分06秒）
作詞：森脇健児　作曲・編曲：大堀薫
6. 最低NIGHT（4分02秒）
作詞：森脇健児　作曲：河内淳一　編曲：葉山たけし
7. 夕陽が笑ってる（4分02秒）
作詞：サエキけんぞう　作曲：かまやつひろし　編曲：葉山たけし
8. 真夏のFANTASY（3分57秒）
作詞：織田哲郎・鈴里風太　作曲：織田哲郎　編曲：葉山たけし
9. STAND BY ME もう一度（4分34秒）
作詞：三井浩昭　作曲・編曲：樫原伸彦
10. 愛が生まれる街（3分15秒）
作詞：工藤哲雄　作曲：都志見隆　編曲：葉山たけし
11. TRUTH（5分06秒）
作詞：イチノヘタロー　作曲・編曲：根岸孝旨